# Lycosa asiatica
Lycosa asiatica là một loài nhện trong họ Lycosidae.
Loài này thuộc chi Lycosa. Lycosa asiatica được Sytshevskaja miêu tả năm 1980.